# Daydream Nation
Daydream Nation – szósty studyjny album amerykańskiej alt-rockowej grupy Sonic Youth. Wydano go w październiku 1988: w USA poprzez wytwórnię Enigma Records, natomiast w Wielkiej Brytanii przez Blast First. Odniósł on sukces, a część publikacji, w tym Rolling Stone, Spin i Pitchfork Media uznały go za jeden z najlepszych albumów lat osiemdziesiątych. Album uważany jest za kamień milowy niezależnej muzyki swojej dekady.
Pomimo iż dwa poprzednie albumy grupy – Evol i Sister – zawierały pierwsze próby zmiany brzmienia z niepokojącego noise-rocka do łatwiej przyswajalnej kombinacji gitarowych eksperymentów i tradycyjnego rocka, to dla wielu słuchaczy dopiero Daydream Nation jest momentem, w którym przemiany te są wyraźnie zauważalne. Okładka płyty, którą stanowi namalowany w 1983 roku fotorealistyczny obraz Geralda Richtera zatytułowany Kerze („Świeca”) symbolizować ma te zmiany. Na odwrocie albumu znajduje się, pochodzący z 1982 roku, podobny obraz tego samego autora.
Pomimo tego początkowa sprzedaż była słaba, częściowo z powodu bankructwa Enigma Records (amerykańskiego wydawcy Sonic Youth) niedługo po wydaniu albumu. Daydream Nation doczekało się wznowienia dopiero w roku 1993; DGC, nowy wydawca zespołu, podpisał z nim kontrakt kierując się pozytywnym przyjęciem płyty wśród krytyków. Jeden z singli, „Teen Age Riot”, trafił na Modern Rock Tracks – jedną z list Billboardu zajmując tam 20. miejsce.
W 2003 album został sklasyfikowany na 329. miejscu listy 500 albumów wszech czasów magazynu Rolling Stone.
W 2007 roku zespół odbył serię koncertów, podczas których odgrywano album w całości.
12 czerwca 2007 roku wydano dwupłytową edycję deluxe albumu. Zawiera ona wersje na żywo wszystkich utworów z albumu oraz kilka coverów zagranych przez zespół w studiu. Wersja na czterech płytach winylowych ukazała się17 lipca 2007 roku.

## Styl albumu
Na Daydream Nation Sonic Youth dopracowali swój styl, polegający przede wszystkim na przeplataniu ze sobą partii przesterowanych gitar wspieranych przez charakterystyczną, agresywną grę perkusji Steve’a Shelleya. Album szybko stał się indierockowym klasykiem zawierającym jedne z najbardziej znanych utworów grupy, jak „Teen Age Riot”, „Silver Rocket”, czy „Candle."
"The Sprawl” („Ciąg”) zostało zainspirowane pracami twórcy science fiction Williama Gibsona, który używał tego terminu na określenie przyszłościowego megalopolis rozciągającego się od Bostonu do Atlanty. Treść pierwszego wersu zaczerpnięto z powieści The Stars at Noon, by Denisa Johnsona. „'Cross the Breeze”, ze słowami: „Let's go walking on the water/ Now you think I'm Satan’s daughter/ I wanna know, should I stay or go?/ I took a look into your hate/ It made me feel very up to date” zawiera jedne z najmocniejszych momentów wokalnych Kim Gordon. „Eric's Trip” w treści lirycznej nawiązuje do monologu Erica Emersona z filmu Chelsea Girls w reżyserii Andy’ego Warhola wywołanego użyciem LSD.
Tytuł „Hey Joni” jest hołdem zarówno dla „Hey Joe” Jimiego Hendriksa, jak i dla Joni Mitchell. Surrealistyczny tekst z wierzsami w stylu „Shots ring out from the center of an empty field/ Joni's in the tall grass/ She’s a beautiful mental jukebox, a sailboat explosion/ A snap of electric whipcrack” zaśpiewany został przez Lee Ranaldo. Wers „In this broken town, can you still jack in/ And know what to do?” również zawiera nawiązania do prac Williama Gibsona. Znajdują się one również w pozostałych dwu piosenkach Lee – rzadko granym na żywo „Rain King” (inspirowanym muzyką Pere Ubu i prawdopodobnie także powieścią „Henderson, król deszczu” Saula Bellowa), a także wspomnianym „Eric's Trip”.
Tytuł albumu pochodzi z tekstu „Hyperstation”. Zamykający płytę utwór „Eliminator Jr.” został tak zatytułowany, ponieważ zespół sądził, że brzmi on jak połączenie Dinosaur Jr. i ZZ Top z okresu Eliminatora. Oznaczono go jako część „z” „Trylogii” jako nawiązanie do ZZ Top a poza tym jest ostatnim utworem na płycie.
Początkowo album miał nosić tytuł Tonight’s the Day, jako cytat z „Candle.” i odniesienie do płyty Neila Younga Tonight’s the Night.
Utwór „Providence” wyraźnie różni się od pozostałych na Daydream Nation, obrazując zarazem eksperymentalne tendencje zespołu. Jest to mianowicie kompozycja w stylu muzyki konkretnej składająca się z partii pianina Thurstona Moore nagranej w domu jego matki na Walkman, dźwięku przegrzewającego się wzmacniacza i dwóch nagrań z automatycznej sekretarki Moore’a pozostawionych przez Mike’a Watta dzwoniącego z budki telefonicznej w Providence odtworzonych jednocześnie. Co nietypowe, utwór wydano na singlu, a nawet powstał do niego teledysk.
Teledyski nakręcono również do „Teen Age Riot”, „Silver Rocket” i „Candle”.

## Odbiór
Po latach od swojego wydania, Daydream Nation stał się jednym z najbardziej uznanych albumów lat osiemdziesiątych, ciesząc się powszechnym poparciem wśród krytyków i trafiając do wielu zestawień płytowych publikacji branżowych (szczegóły w tabeli poniżej). W 2006 Biblioteka Kongresu Stanów Zjednoczonych wybrała go jako jedno z 50 nagrań dołączonych do National Recording Registry. W 2006 r. był najwyżej ocenianym albumem alternatywnym roku 1988 w serwisie Sputnikmusic.

### Wyróżnienia
Od czasu wydania, „Daydream Nation” często gościło w rozmaitych rankingach publikacji muzycznych. Część z nich wymieniona jest poniżej za serwisem Acclaimedmusic.net.
| Publikacja        | Kraj          | Wyróżnienie                           | Rok  | Miejsce |
| ----------------- | ------------- | ------------------------------------- | ---- | ------- |
| Guitarist         | Wlk. Brytania | 101 Essential Guitar Albums           | 2000 | #11     |
| Alternative Press | USA           | Top 99 Albums of 1985 to 1995         | 1995 | #51     |
| Blender           | USA           | 500 CDs You Must Own Before You Die   | 2003 | *       |
| Q                 | Wlk. Brytania | The 80 Best Records of the 80s        | 2006 | #30     |
| Spin              | USA           | 100 Alternative Albums                | 1995 | #9      |
| Pitchfork Media   | USA           | Top 100 Favorite Records of the 1980s | 2002 | #1      |
| Rolling Stone     | USA           | The 500 Greatest Albums of All Time   | 2003 | #329    |

( * ) – lista nie jest numerowana.

## Lista utworów

### Edycja oryginalna
Wszystkie utwory napisane przez Sonic Youth.
1. „Teen Age Riot” (tekst/śpiew – Moore, Gordon śpiew w intro) – 6:57
2. „Silver Rocket” (tekst/śpiew – Moore) – 3:47
3. „The Sprawl” (tekst/śpiew – Gordon) – 7:42
4. „'Cross the Breeze” (tekst/śpiew – Gordon) – 7:00
5. „Eric's Trip” (tekst/śpiew – Ranaldo) – 3:48
6. „Total Trash” (tekst/śpiew – Moore) – 7:33
7. „Hey Joni” (tekst/śpiew – Ranaldo) – 4:23
8. „Providence” (śpiew – Mike Watt) – 2:41
9. „Candle” (tekst/śpiew – Moore) – 4:58
10. „Rain King” (tekst/śpiew – Ranaldo) – 4:39
11. „Kissability” (tekst/śpiew – Gordon) – 3:08
12. „Trilogy”: – 14:02†
  - a) „The Wonder” (tekst/śpiew – Moore) – 4:15
  - b) „Hyperstation” (tekst/śpiew – Moore) – 7:13
  - z) „Eliminator Jr.” (tekst/śpiew – Gordon) – 2:37

†Niektóre wydania rozdzielają części „Trylogii”.
Pierwsze wydanie na CD (jak również wydanie winylowe) zawiera na płycie cztery symbole, prawdopodobnie zainspirowane lub będące imitacją tych z Led Zeppelin IV.
Przypisy w reedycji z 1993 roku napisane zostały przez Juttę Koether.

### Edycja deluxe

#### CD 1
Jak w edycji oryginalnej plus jeden utwór:
1. „Eric's Trip” (home demo)

#### CD 2
Live Daydream
- nagrane na żywo wersje utworów z płyty

1. „The Sprawl"
2. „'Cross the Breeze"
3. „Hey Joni"
4. „Silver Rocket"
5. „Kissability"
6. „Eric's Trip"
7. „Candle"
8. „The Wonder"
9. „Hyperstation"
10. „Eliminator Jr."
11. „Providence"
12. „Teen Age Riot"
13. „Rain King"
14. „Totally Trashed"
15. „Total Trash"

Cover Songs
- covery

1. „Within You Without You” (Harrison)
2. „Touch Me I'm Sick” (Mudhoney)
3. „Computer Age” (Young)
4. „Electricity” (Van Vliet/Bermann)

## Twórcy
Informacje pochodzą z albumu.
- Lee Ranaldo – gitara elektryczna, śpiew
- Kim Gordon – gitara basowa, śpiew
- Thurston Moore – gitara elektryczna, pianino
- Steve Shelley – perkusja
- Sonic Youth – produkcja
- Nick Sansano – produkcja, inżynier dźwięku
- Howie Weinberg – mastering
- Dave Swanson – asystent inżyniera dźwięku
- Michael Lavine – fotograf
- Matt Tritto – asystent inżyniera dźwięku

## Single
| Rok  | Utwór         | Lista przebojów         | Pozycja |
| ---- | ------------- | ----------------------- | ------- |
| 1988 | Teen Age Riot | Modern Rock Tracks (US) | 20      |